# Il libro dei coniglietti suicidi
Il libro dei coniglietti suicidi è un fumetto scritto e disegnato da Andy Riley. Il sottotitolo del libro è "Piccoli soffici coniglietti che vogliono semplicemente farla finita" (in inglese Little Fluffy Rabbits Who Just Don't Want To Live Any More).
È composto da una serie d'immagini di conigli che tentano di togliersi la vita in vari modi. Nel libro sono presenti alcuni riferimenti culturali, ad esempio una parodia di una scena del film The Wicker Man.
Nel 2007 è uscito il seguito del libro intitolato Il ritorno dei coniglietti suicidi. Nel 2010 è stato pubblicato Il superlibro dei coniglietti suicidi, che comprende alcuni dei disegni già presenti nei titoli precedenti. Nel 2011 è uscito il quarto libro della serie, Altri coniglietti, altri suicidi.

## Libri della serie
- Il libro dei coniglietti suicidi (2003)
- Il ritorno dei coniglietti suicidi (2007)
- Il superlibro dei coniglietti suicidi (2010)
- Altri coniglietti, altri suicidi (2011)

## Edizioni
- Andy Riley, Il libro dei coniglietti suicidi, Arnoldo Mondadori Editore, 2004, ISBN 978-88-04-53308-5.